# Solhi al-Wadi

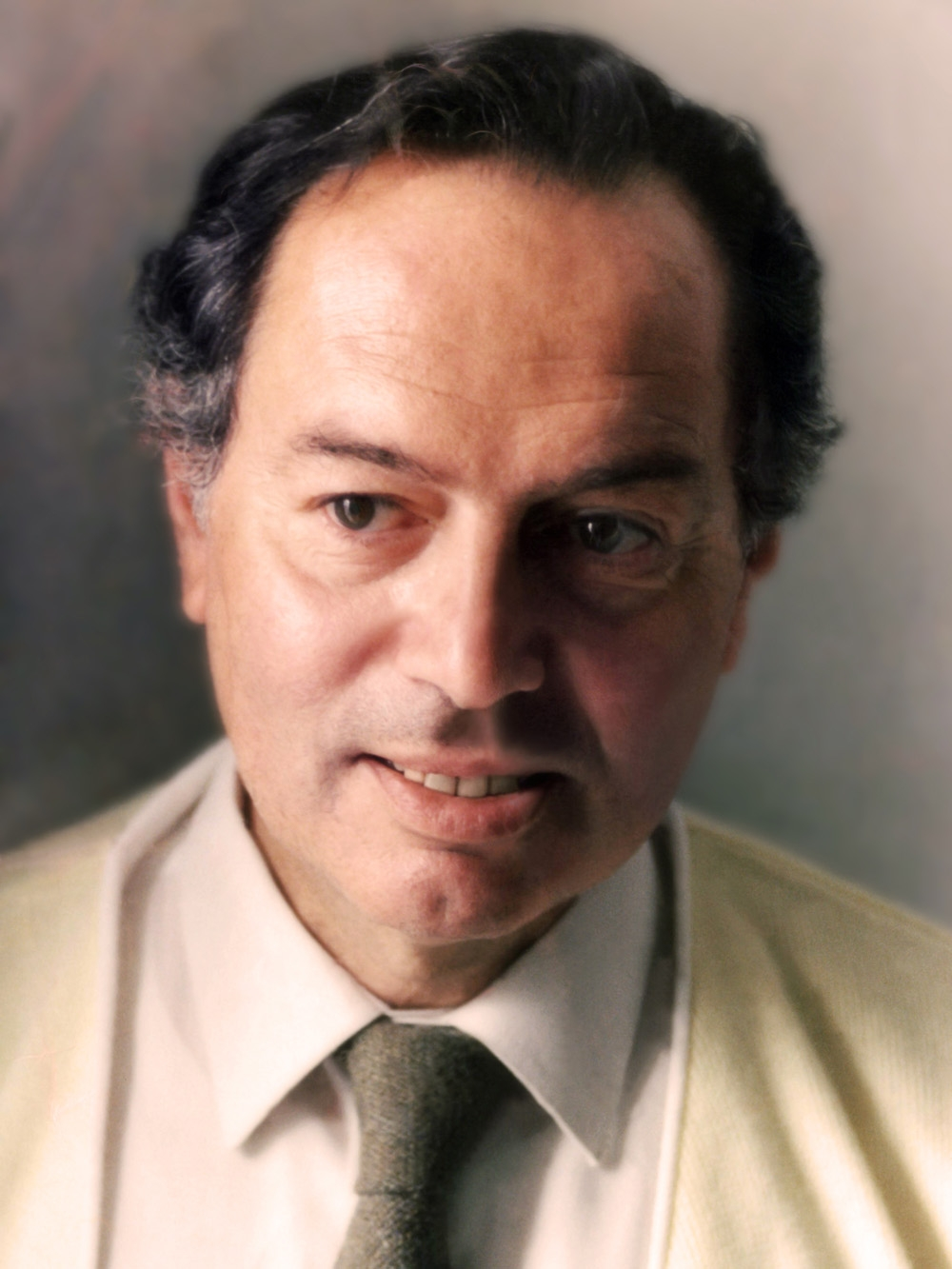
Solhi Al-Wadi

Solhi al-Wadi arabisch صلحي الوادي, DMG Ṣulḥī al-Wādī (geboren am 12. Februar 1934 in Bagdad; gestorben 30. September 2007 in Damaskus) war ein irakischer Musiker, Dirigent, Komponist, Erzieher und Schuldirektor, der die meiste Zeit seines Lebens in Damaskus, Syrien verbrachte.

## Leben
Al-Wadis Vater war Iraker und seine Mutter Jordanierin, die als Kind nach Damaskus zog. Er besuchte das Victoria College, ein britisches Internat in Alexandria, Ägypten. Dort lernte er Violine und das Komponieren am örtlichen Konservatorium. 1953 wurde er bei der Royal Academy of Music in London zugelassen, um sein Musikstudium fortzusetzen.
Nach dem Abschluss seines Studiums kehrte Solhi al-Wadi 1960 nach Damaskus zurück. Er begann, europäische klassische Musik als Teil der Kunstszene in Syrien zu etablieren. 1962 gründete er das Arabische Institut für Musik und wurde zum Direktor ernannt. Er etablierte und pflegte Beziehungen zu verschiedenen Ländern. Beispielsweise gelang es ihm, aus der Sowjetunion qualifizierte Musiklehrer aus allen Disziplinen und für verschiedene Instrumente zu holen, mit dem Ziel, junge Musikinteressenten auszubilden. 2004 wurde das Arabische Institut für Musik in Solhi al-Wadi Institut umbenannt.
Nach jahrelangen Verhandlungen mit dem syrischen Ministerium für Kultur sowie mit anderen wichtigen Instanzen gelang es ihm, 1990 eine Hochschule für Musik und Theater zu eröffnen. Dies ermöglichte Musikern, Theaterstudenten und Tänzern ein Hochschulstudium, ohne ins Ausland gehen zu müssen. Er wurde zum Dekan an der Hochschule ernannt. Außerdem war er Professor für Musikgeschichte und Musikvermittlung.
Gleichzeitig wurde durch al-Wadi’s Bemühungen das Opernhaus Damaskus – Dar al-Assad für Kultur und Künste – eröffnet. Er war besonders stolz auf den Erwerb einer deutschen Orgel, die speziell dafür gebaut wurde.
Ein weiterer Erfolg al-Wadis war die Gründung des Syrischen Nationalen Symphonieorchesters im Jahr 1991. Unter seiner Führung fand dessen erstes Konzert im selben Jahr statt. Das Orchester war sehr erfolgreich. Schon bald erhielt es Einladungen aus vielen Ländern, so zum Beispiel aus Ägypten, Irak, Jordanien, Libanon, Spanien, Türkei, Deutschland und USA. al-Wadi erhielt seinerseits viele Einladungen, Orchester in verschiedenen Ländern zu dirigieren.
1995 dirigierte Solhi al-Wadi die erste Opernaufführung in Syrien, Purcells Dido and Aeneas, die im alt-römischen Amphitheater von Bosra und Palmyra aufgeführt wurde und große Mengen von Zuhörern begeisterte.
Solhi al-Wadis immense Verpflichtungen, insbesondere seine administrativen und pädagogischen Tätigkeiten ließen ihm nicht viel Zeit zum Komponieren. Umso mehr schätzte er die Momente, in denen er dem Drang, sich musikalisch auszudrücken, nachging. Er war dazu entschlossen, mit allen ihm zur Verfügung stehenden Mitteln einen Beitrag in der Welt der Musik zu leisten. Seine Werke wurden von Musikern in Syrien und in anderen Ländern interpretiert. Außerdem bekam er Aufträge für Musik für arabische Filme. Er wurde aber auch durch seine Begleitmusik in der arabischen Welt bekannt. Seine Kompositionen für die Kammerensembles zählen zu seinen herausragenden Werken.
Al-Wadi starb am 30. September 2007 zu Hause in Damaskus. Er erholte sich nie wieder von einer Gehirnblutung, die er während des Dirigierens des Syrischen Nationalen Symphonieorchesters am 27. April 2002 erlitten hatte.

## Vermächtnis
Er sorgte eigenständig und alleine für die Entwicklung von einer ganzen Generation von talentierten jungen Musikern.
Seine anspruchsvolle kombinierte Rolle als Erzieher, Direktor, Dirigent und erstklassiger Massenmedien-Kommunikator hat ihn davon nicht abgehalten, kontinuierlich originelle Musik zu komponieren und bedeutende traditionelle Folkloremusik für große Orchester und andere Ensembles neu zu orchestrieren.

## Musik
- Sieben Piano-Stücke (1958–1965)
- Fantasy for Two Pianos in B-flat Major (1962)
- „Liebesgedicht“ für Streichorchester (1966)
- Zwei Stücke für Violoncello & Piano (?)
- Sonate für Violine & Piano No. 1 (1969) (Sänger-Score fehlt)
- „Dabké“ – Tanz für Symphonie-Orchester (1970)
- Streichquartett No. 1 (Score fehlt)
- Streichquartett No. 2 (1974)
- Trio for Piano, Violin & Violoncello, in Gedenken an Dmitri Shostakovich (1975):
- Sonate für Violine & Piano No. 2 in A Minor (early 1980s)
- Konzerteröffnung für Symphonie-Orchester in C Major (1987)
- Meditation On a Theme von Mhammad Abdel Wahhab „Hayati anta“ für Symphonie-Orchester (1992)
- Stück „-5“ für Klarinette in Solo (1999)
- Lied „Die Mumie“ für Sopran & Piano (2000) (Poet unbekannt)
- Begleitmusik und Filmmusik (al-Wadis kreatives Leben umfassend)

## Auszeichnungen
- 1995 Verdienstorden, Syrien’s höchste zivile Auszeichnung
- 1999 Ehrendoktorat vom Yerevan Komitas State Conservatory (Armenia)
- 2000 Ehrendoktorat von der Russischen Akademie der Wissenschaften
- 2001 Peter and Paul Medaille vom Papst Johannes Paul II, während seiner Millennium Tour Besuch in Syrien